# Arcfox
Arcfox (chinois : 极狐) est une marque chinoise de voitures particulières et de multi-segments électriques basée à Pékin, opérant depuis 2017. La marque appartient au constructeur automobile BAIC Group. Les véhicules de la marque sont produits par BAIC Bluepark Magna Automobile Co., Ltd., une coentreprise 51-49 détenue par BAIC Bluepark et Magna International à Zhenjiang.

## Histoire
En 2017, le géant automobile chinois BAIC Group a décidé de créer une nouvelle marque dédiée au développement de voitures électriques. Le premier modèle mis en vente localement était une microvoiture appelée Lite, ciblant la classe premium. En mars 2019, au Salon de l'automobile de Genève, la première mondiale de la marque Arcfox a eu lieu, exprimant les objectifs de développement des activités de la marque chinoise également sur le continent européen.
Les structures présentées sous la marque Arcfox en Europe étaient complètement différentes du concept du modèle Lite. Le premier véhicule était le prototype d'un grand SUV ECF, dont le design stylistique était sous la responsabilité du designer Walter de Silva, connu pour son travail pour le groupe Volkswagen.
Le deuxième véhicule qui a participé à la première mondiale de la marque Arcfox était la supercar GT, qui devait présenter les possibilités des designers du groupe BAIC. Le véhicule a été présenté à la fois dans sa version de base et dans la variante spéciale appelée Race Edition.

## Galerie

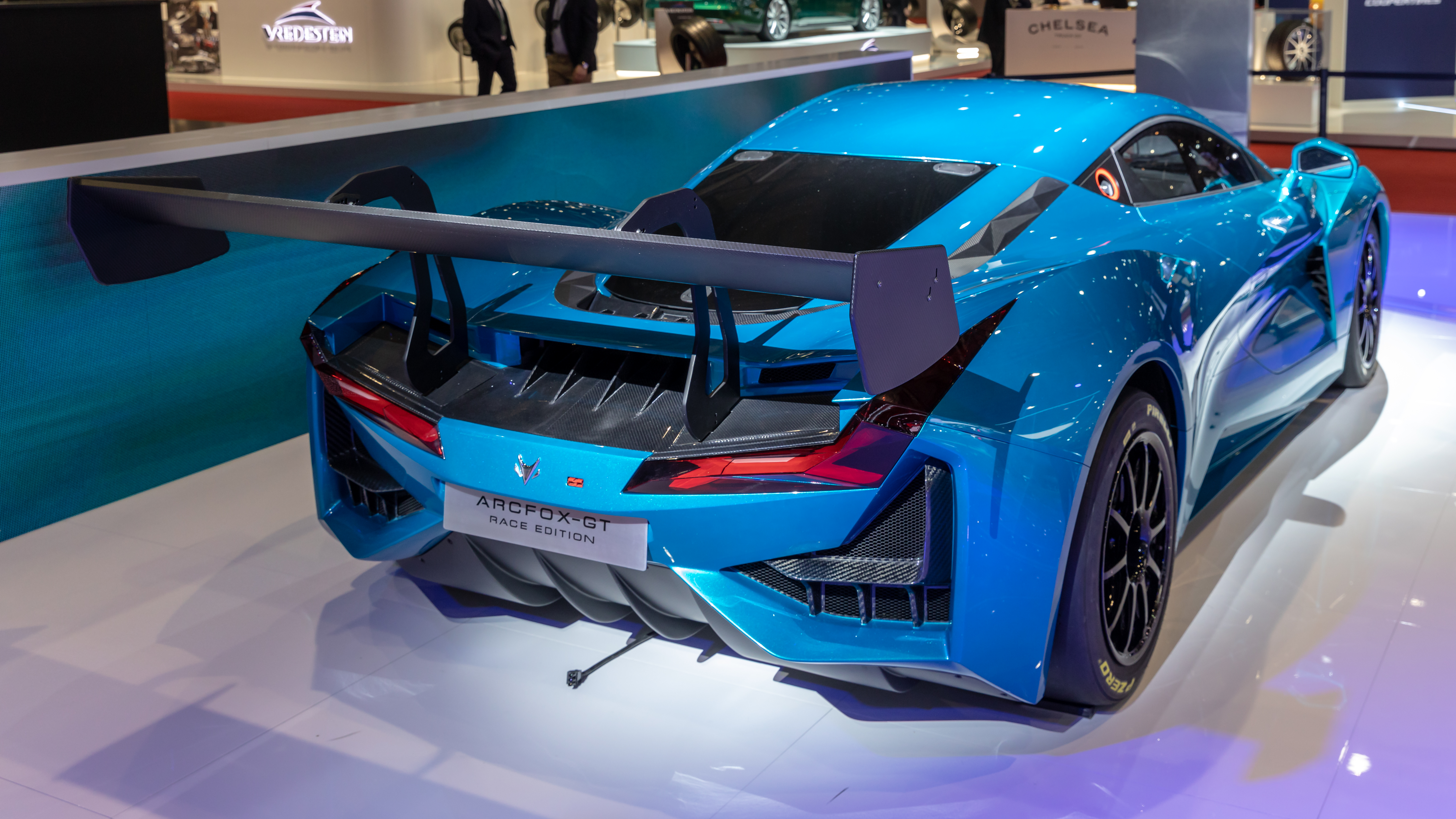
Vue Arrière de la ArcFox GT.

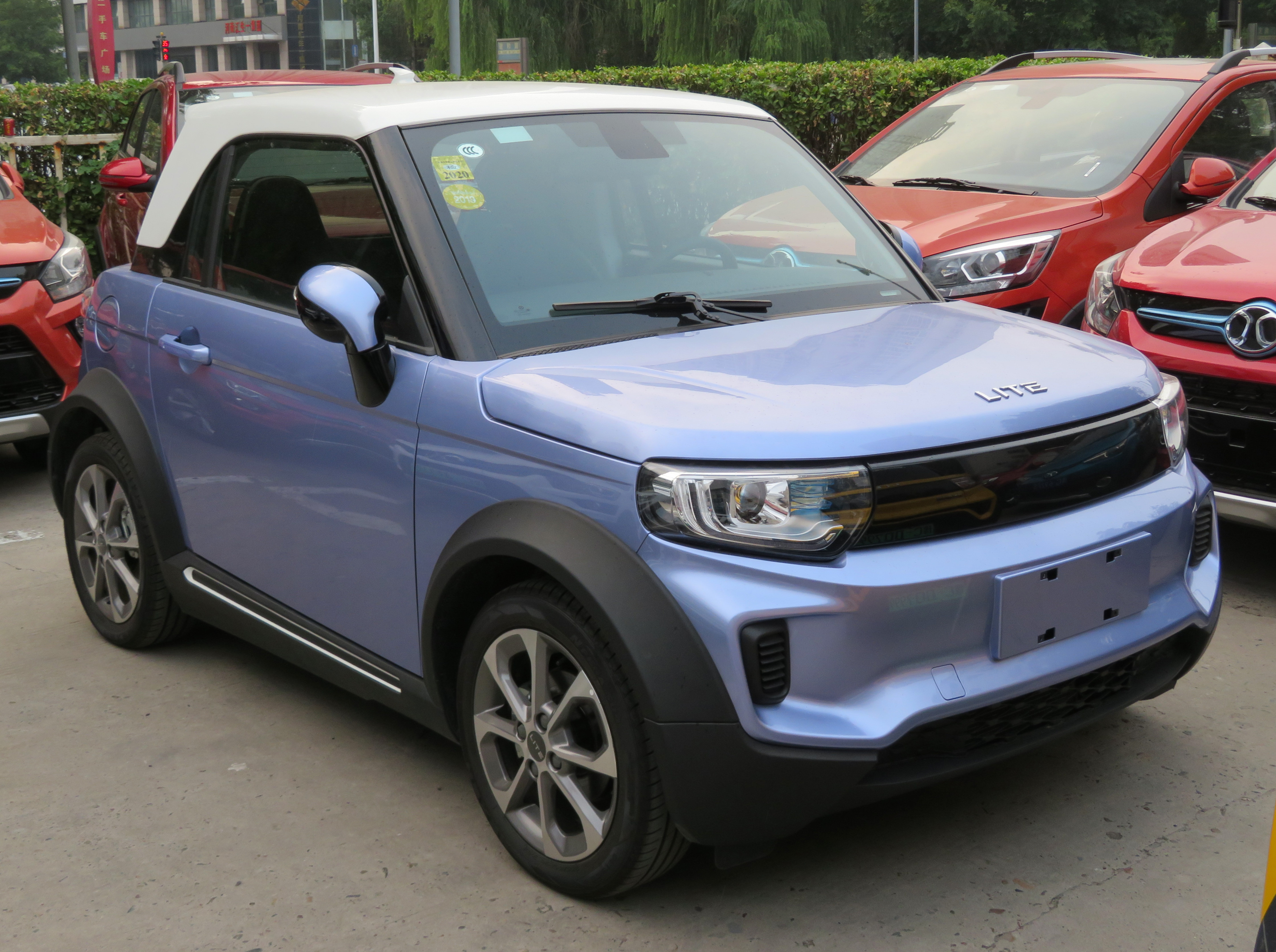
Depuis 2017 Arcfox Lite.
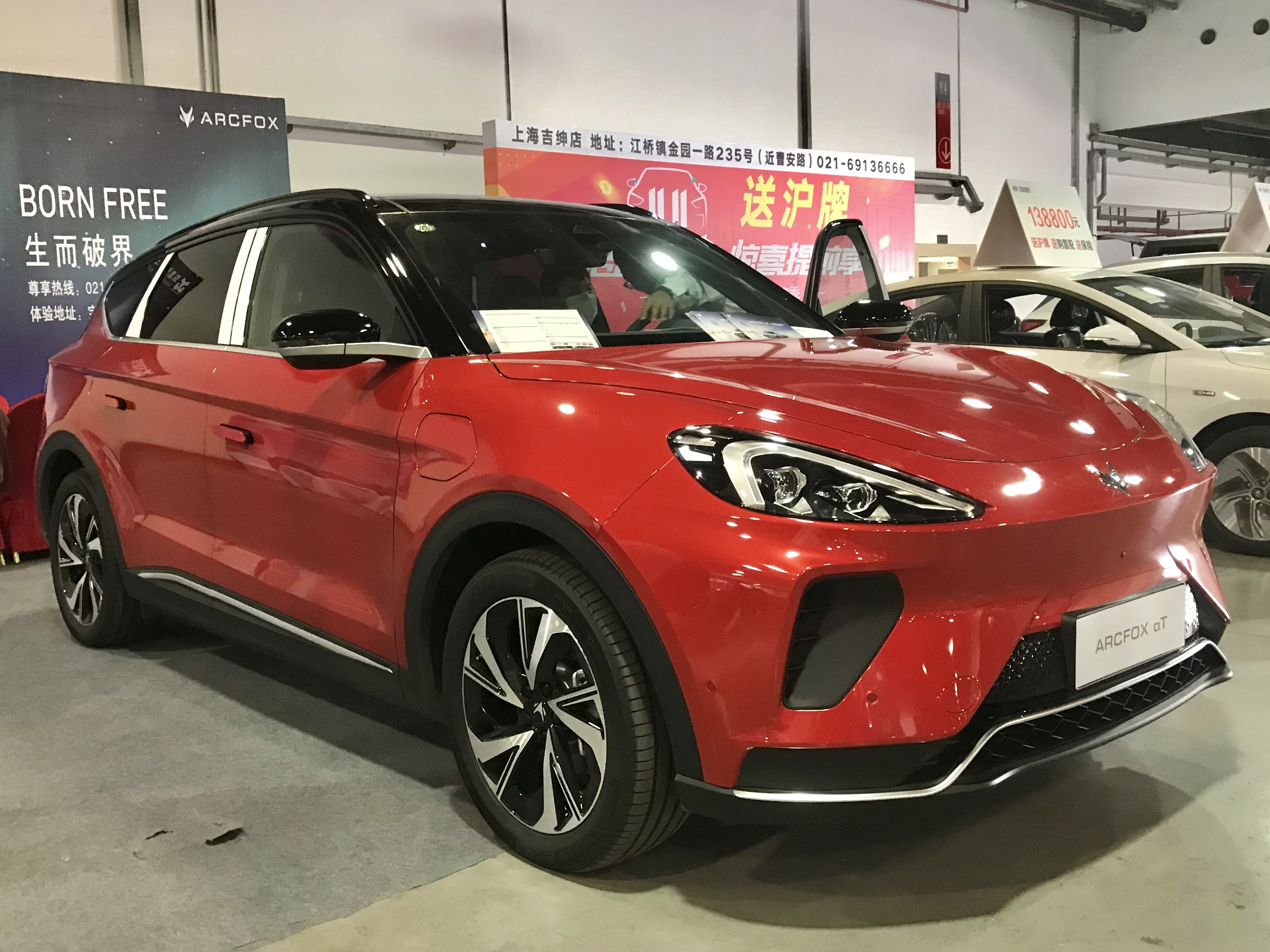
Depuis 2020 ArcFox α-T.
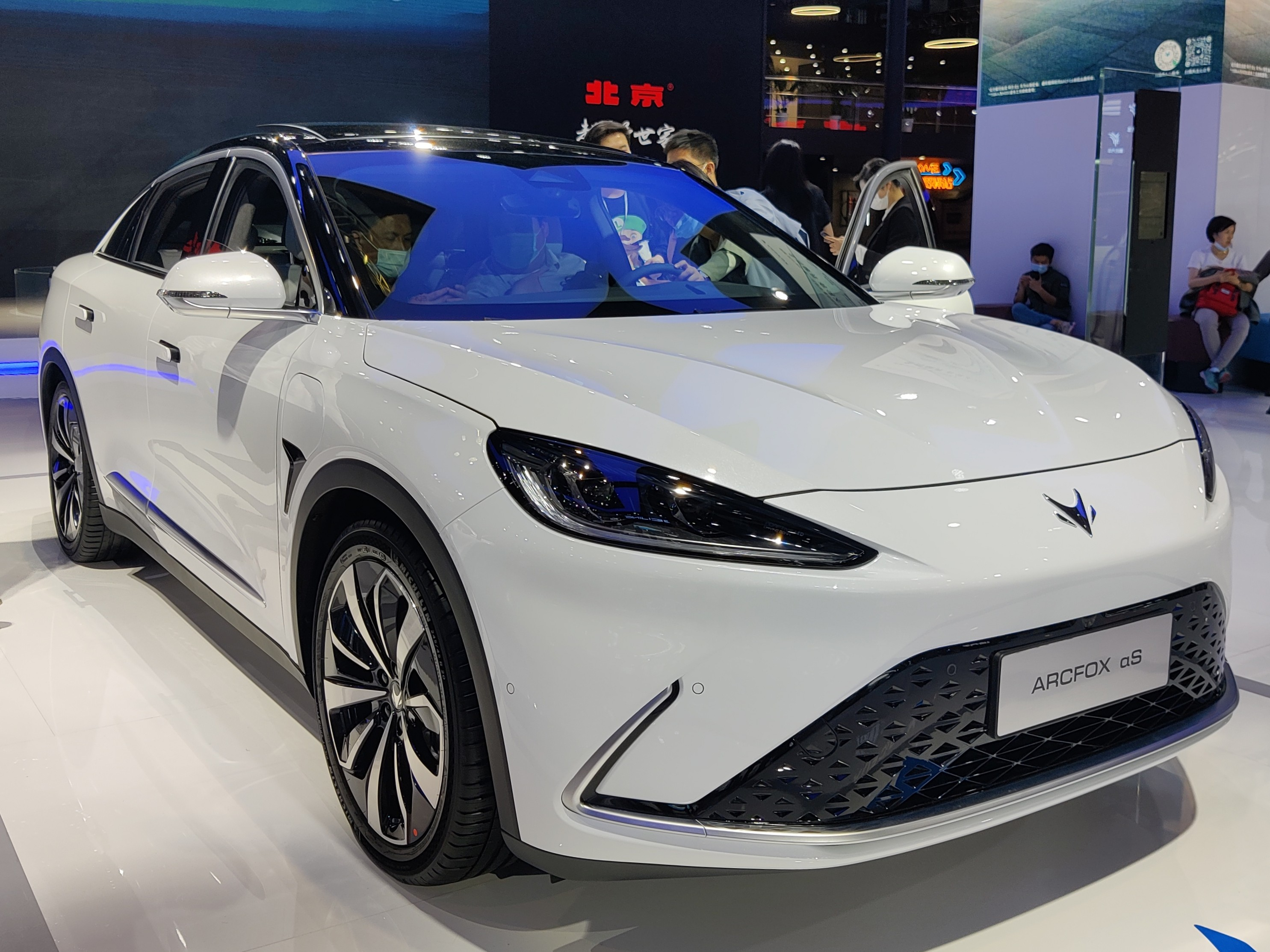
Depuis 2021 ArcFox α-S.
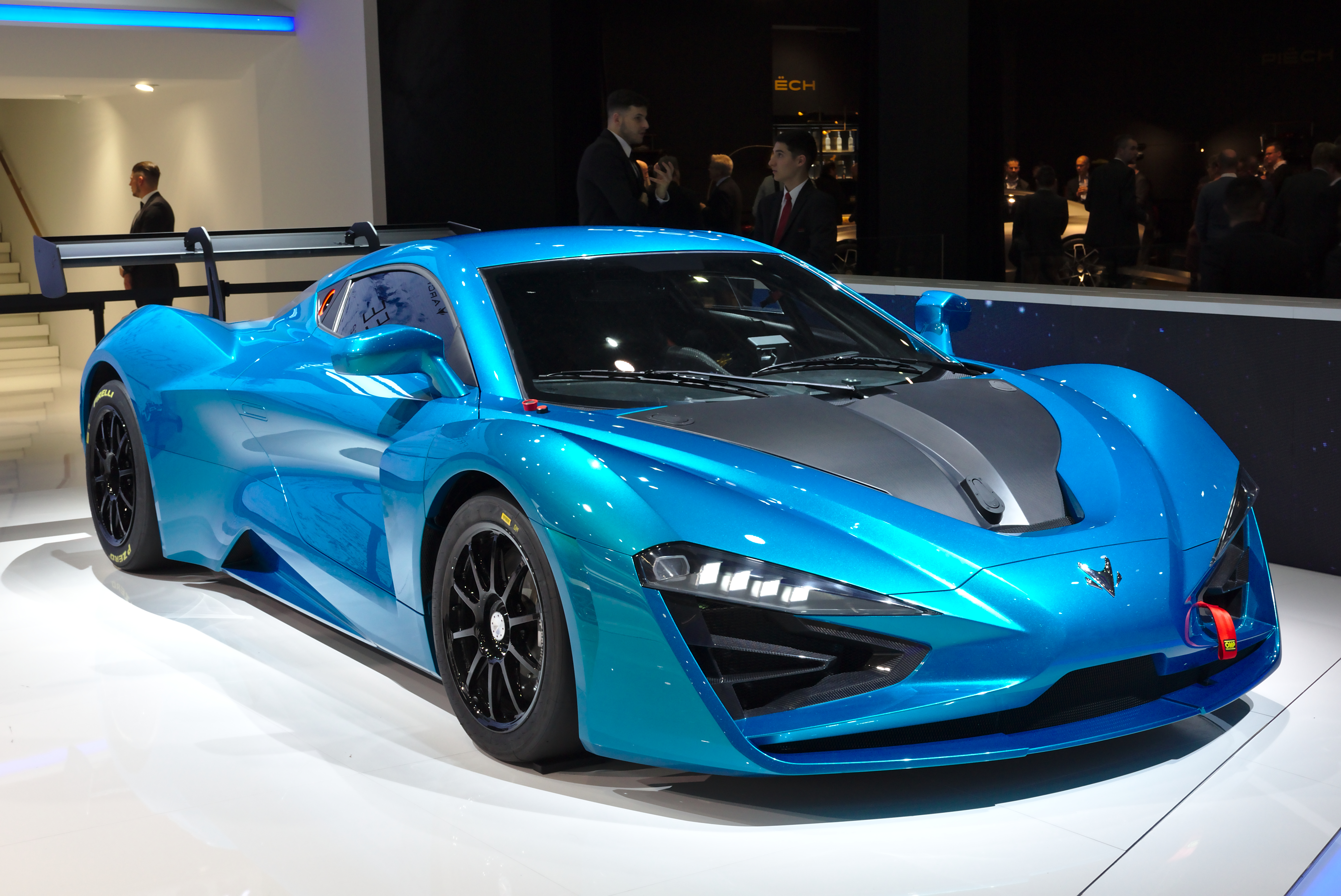
Depuis 2020 Arcfox GT.